# Cryptocarya novaanglica
Cryptocarya novaanglica är en lagerväxtart som beskrevs av B.P.M. Hyland & Floyd. Cryptocarya novaanglica ingår i släktet Cryptocarya och familjen lagerväxter. Inga underarter finns listade i Catalogue of Life.